# Puppet Master: Axis Termination
Série
Puppet Master X : Axis Rising
(2012) Puppet Master: The Littlest Reich (reboot)
(2018)
Pour plus de détails, voir Fiche technique et Distribution.
Puppet Master: Axis Termination est un film américain réalisé par Charles Band, sorti en 2017.

## Synopsis
En 1942, un soldat et une division spéciale de médiums travaillant pour l'armée américaine doivent utiliser l'aide des marionnettes d'André Toulon pour infiltrer un quartier général nazi secret et mettre un terme aux expériences maléfiques qui y sont menées.

## Fiche technique
- Titre : Puppet Master: Axis Termination
- Réalisation : Charles Band
- Scénario : 
  - Charles Band
  - Neal Marshall Stevens
- Production : Charles Band
- Sociétés de production :
- Musique : Richard Band
- Photographie :
- Montage :
- Décors :
- Costumes :
- Pays d'origine : États-Unis
- Format : Couleurs
- Genre : horreur / fantastique
- Durée : 1h15min (75 min)
- Date de sortie : États-Unis : 15 septembre 2017[1]

## Distribution
- George Appleby
- Tonya Kay
- Kevin Scott Allen
- Tania Fox
- Kyle Devero
- Allen Perada
- Jean Louise O'Sullivan
- Kip Canyon